# Linda Cropper
Linda Cropper' es una actriz australiana, conocida por sus numerosas participaciones en teatro y desde 2010 por interpretar a Geraldine Proudman en la serie Offspring.

## Carrera
En 2001 apareció como invitada en la serie de ciencia ficción Farscape donde interpretó a Xhalax Sun la madre de Aeryn Sun (Claudia Black). Anteriormente había aparecido por primera vez en la serie en 2000 donde interpretó a Fento durante el episodio "The Ugly Truth". 
En 2005 obtuvo un papel en la película Little Fish donde interpretó a Denise Thompson.
En 2010 apareció como invitada en la serie Satisfaction donde interpretó a Loretta Hawkes la madre de la madam Natalie (Kestie Morassi). Ese mismo año se unió al elenco principal de la serie Offspring donde interpreta a Geraldine Proudman, la matriarca de la familia, hasta ahora.
En 2016 apareció como invitada en la cuarta temporada de la serie Rake donde interpretó a la abogada Ms Crown.

## Filmografía

### Series de televisión
| Año             | Título                         | Personaje                 | Notas                                      |
| --------------- | ------------------------------ | ------------------------- | ------------------------------------------ |
| 2010 - presente | Offspring                      | Geraldine Proudman        | 86 episodios                               |
| 2016            | Rake                           | Ms Crown                  | 2 episodios                                |
| 2014            | Old School                     | Barb                      | episodio "Tiny Dancer"                     |
| 2013            | Redfern Now                    | Mediadora                 | episodio "Where The Heart Is"              |
| 2012            | Miss Fisher's Murder Mysteries | Véronique Sarcelle        | episodio "Murder in Montparnasse"          |
| 2010            | The Pacific                    | Mary Frank Sledge         | 4 episodios - miniserie                    |
| 2010            | Satisfaction                   | Loretta Hawkes            | episodio "Not Vanilla"                     |
| 2006            | Mcleod's Daughters             | Trudi Webb                | 2 episodios                                |
| 2002 - 2003     | White Collar Blue              | Fran Hoffman              | 7 episodios                                |
| 2002            | All Saints                     | Anita Murphy              | episodio "Shame"                           |
| 2001            | Farscape                       | Xhalax Sun                | 5 episodios                                |
| 1999 - 2000     | Water Rats                     | Charlie Driscoll          | 7 episodios                                |
| 1998            | Wildside                       | Carol Wilson              | episodio # 1.26                            |
| 1997            | Return to Jupiter              | Oficinista                | episodio "Shipwreck"                       |
| 1995            | Bordertown                     | Bev Stafford              | 10 episodios                               |
| 1993            | G.P.                           | Shelley                   | episodio "The Long Weekend"                |
| 1992            | Cluedo                         | Matilda Mayberry          | episodio "The Spy Who Came in with a Cold" |
| 1991            | Children of the Dragon         | Monica                    | -                                          |
| 1989            | Body Surfer                    | Anthea                    | miniserie                                  |
| 1988            | Great Performances             | Nellie Mitchell Armstrong | episodio "Melba" - miniserie               |
| 1988            | Spit MacPhee                   | Betty Arbuckle            | miniserie                                  |
| 1986            | Cyclone Tracy                  | Joycie                    | miniserie                                  |
| 1985            | Palace of Dreams               | Miriam                    | miniserie                                  |
| 1984            | A Country Practice             | Jo Walker                 | 2 episodios                                |
| 2012            | Five Mile Creek                | Tillie                    | episodio "Mail Order Brides"               |

### Películas
| Año  | Título                           | Personaje             | Notas |
| ---- | -------------------------------- | --------------------- | --- |
| 2010 | Suburbia                         | Mary                  | corto - junto a Jodi Gordon & Don Hany                                                                       |
| 2008 | Dream Life                       | Dawn                  | junto a Sigrid Thornton, Xavier Samuel, Adelaide Clemens & Andrew McFarlane                                  |
| 2008 | Fool's Gold                      | Abogada de Tess       | junto a Kate Hudson & Matthew McConaughey                                                                    |
| 2006 | Answered by Fire                 | Liz Savage            | junto a David Wenham, Damien Garvey, Toni Scanlan & Tara Morice                                              |
| 2005 | Little Fish                      | Denise Thompson       | junto a Sam Neill, Cate Blanchett, Hugo Weaving, Noni Hazlehurst, Lisa McCune & Susie Porter                 |
| 2002 | The Hostage                      | -                     | junto a Sophie Lee, Jeremy Callaghan, Jason Chong & Russell Kiefel                                           |
| 2002 | The Nugget                       | Camarera de Roadhouse | junto a Eric Bana, Stephen Curry, Belinda Emmett, Vince Colosimo, Max Cullen & Chris Haywood                 |
| 2002 | White Collar Blue                | Fran Hoffmann         | junto a Peter O'Brien, Freya Stafford, Brooke Satchwell, Don Hany, Sandy Winton & Sarah Enright              |
| 2002 | Teesh and Trude                  | Trude "Trudy"         | junto a Susie Porter & Peter Phelps                                                                          |
| 2001 | My Husband My Killer             | Megan Kalajzich       | junto a Colin Friels, Chris Haywood, Craig McLachlan, Tara Morice, Bridie Carter, Abi Tucker & Geoff Morrell |
| 1999 | Envy                             | Kate                  | junto a Anna Lise Phillips, Jeff Truman, Scott Major, Abi Tucker & Bridie Carter                             |
| 1999 | Passion                          | Mrs. Lowery           | junto a Richard Roxburgh, Barbara Hershey, Roy Billing & Claudia Karvan                                      |
| 1999 | Little White Lies                | Tessler               | junto a Mimi Rogers, Andrew McFarlane, Temuera Morrison, Nicholas Hope & Robert Coleby                       |
| 1998 | With or Without You              | Audrey                | junto a Kristoffer Ryan Winters, Marisa Ryan & Rachel True                                                   |
| 1997 | Blackrock                        | Diane                 | junto a Chris Haywood, Laurence Breuls, Justine Clarke, Essie Davis, Geoff Morrell & Bojana Novakovic        |
| 1994 | The Seventh Floor                | Vivian                | junto a Brooke Shields, Masaya Katô, Craig Pearce & Malcolm Kennard                                          |
| 1991 | Edens Lost                       | Stevie                | junto a Julia Blake, Victoria Longley, Arthur Dignam & Bruce Hughes                                          |
| 1991 | Ring of Scorpio                  | Marlene Walker        | junto a Catherine Oxenberg, Caroline Goodall & Jack Scalia                                                   |
| 1990 | The Private War of Lucinda Smith | Lucinda               | junto a Peter Baaske, Robert Baxter, Andrew Clarke & Nigel Havers                                            |
| 1987 | Going Sane                       | Irene Carter          | junto a Brett Climo, Judy Morris, John Waters, Denise Roberts & Annie Semler                                 |
| 1987 | The Perfectionist                | Margaret Bridges      | junto a Jacki Weaver, John Waters, Adam Willits, Kate Fitzpatrick & Steven Vidler                            |

### Presentadora
| Año  | Programa                               | Notas                                        |
| ---- | -------------------------------------- | -------------------------------------------- |
| 2011 | Seduction in the City                  | narradora - episodio "The Birth of Shopping" |
| 2011 | The Secret History of Eurovision       | narradora                                    |
| 2010 | The Pharaoh Who Conquered the Sea      | narradora                                    |
| 2008 | Connected: The Power of Six Degrees    | narradora                                    |
| 2004 | Frank Hurley: The Man Who Made History | narradora                                    |

### Teatro
| Año  | Obra                            | Personaje      | Director               | Teatro               | Notas                                                                   |
| ---- | ------------------------------- | -------------- | ---------------------- | -------------------- | ----------------------------------------------------------------------- |
| 2012 | The Mousetrap                   | Mrs. Boyle     | Gary Young             | Sydney Theatre       | junto a Robert Alexander, Travis Cotton, Jacinta John & Gus Murray      |
| 2011 | And No More Shall We Part       | Pam            | Sam Strong             | Stables Theatre      | junto a Russell Kiefel                                                  |
| 2010 | The Importance of Being Earnest | Lady Brackwell | Nicholas Papademetriou | Darlinghurst Theatre | junto a Douglas Hansell, Nicholas Papademetriou & Chantelle Jamieson    |
| 2009 | Poor Boy                        | Viv            | Simon Phillips         | Melbourne Theatre    | junto a Guy Pearce, Matthew Newton & Abi Tucker                         |
| 2007 | Macbeth                         | Lady Macbeth   | John Bell              | Bell Shakespeare     | junto a Sean O’Shea, Huw McKinnon & David Whitney                       |
| 2006 | Romeo and Juliet                | -              | John Bell              | Drama Theatre        | junto a John Batchelor, Matthew Edgerton & Sarah Woods                  |
| 2005 | Death Variations                | -              | Neil Armfield          | Downstairs Theatre   | junto a Patrick Dickson, Bojana Novakovic & David Lyons                 |
| 2004 | Twelfth Night                   | -              | David Freeman          | Orange Civic Theatre | junto a John Batchelor, Bille Brown, Caroline Craig & Jonathan Hardy    |
| 2003 | As You Like It                  | Audrey         | Lindy Davies           | Bell Shakespeare     | junto a Robert Alexander, Patrick Brammall & Damien Ryan                |
| 2003 | Hamlet                          | -              | John Bell              | Royal Theatre        | junto a Robert Alexander, Bille Brown, Christopher Stollery & Anna Torv |
| 2002 | Hippolytus                      | -              | John Bell              | -                    | junto a Paula Arundell, Penny Cook, John Turnbull & William Zappa       |
| 2000 | A Month In The Country          | -              | Lindy Davies           | Drama Theatre        | junto a Angie Milliken, Geoff Morrell, Anna Volska & William Zappa      |
| 1998 | Macbeth Project-Showings        | -              | Patrick Nolan          | -                    | junto a Celia Ireland, David Field, Rebecca Massey & Aden Young         |
| 1994 | King Lear                       | -              | Rodney Fisher          | Riverside Theatre    | junto a Simon Bossell, Peter Carroll, Toni Collette & Brian Vriends     |
| 1993 | The Idiot                       | -              | Rodney Fisher          | Crossroads Theatre   | junto a Joss McWilliam, Angie Milliken & Robert Willox                  |
| 1993 | Top Girls                       | -              | Melissa Bruce          | Wharf Theatre        | junto a Deborah Kennedy, Kirsty McGregor & Kerry Walker                 |
| 1992 | Vassa                           | -              | John Clark             | Sydney Theatre       | junto a Lindy Davies, Emily Dawe & Peter Whitford                       |
| 1992 | The Marriage of Figaro          | -              | David Bell             | Suncorp Theatre      | junto a Anthony Phelan, Eugene Gilfedder & Darryl Hukins                |
| 1991 | Three Stories High              | -              | Lynette Curran         | Belvoir St. Theatre  | junto a Anne Byron, David Kennedy & Pamela Young                        |
| 1990 | Three Sisters                   | -              | Richard Wherrett       | Drama Theatre        | junto a Ron Haddrick, Rebecca Frith, Angie Milliken & Pamela Rabe       |
| 1990 | The Secret Rupture              | -              | Rodney Fisher          | Sydney Theatre       | junto a Heather Mitchell, Pamela Rabe & Hugo Weaving                    |
| 1988 | Loot                            | -              | Richard Wherrett       | Wharf Theatre        | junto a Ralph Cotterill, Garry McDonald, Wayne Moran & Mark Neal        |
| 1988 | The Mortal Falcon               | -              | Richard Wherrett       | Sydney Theatre       | junto a Robert Coleby, Rosemary Harris & Richard Roxburgh               |
| 1984 | A Midsummer Night's Dream       | -              | Roger Hodgman          | Athenaeum Theatre    | junto a Genevieve Picot, Pamela Rabe, Bruce Spence & William Zappa      |
| 1982 | Tristram Shandy                 | -              | John Bell              | Nimrod Theatre       | junto a Robert Alexander, Brandon Burke & Nick Enright                  |
| 1980 | Volpone                         | -              | Neil Armfield          | Nimrod Theatre       | junto a Peter Collingwood, Colin Friels & Barry Otto                    |
| 1978 | The Threepenny Opera            | -              | George Whaley          | NIDA Theatre         | junto a John Howard, Penny Cook & Glenda Linscott                       |
| -    | Arcadia                         | -              | -                      | Sydney Theatre       | -                                                                       |
| -    | Chinchilla                      | -              | -                      | Sydney Theatre       | -                                                                       |
| -    | Nicholas Nickleby               | -              | -                      | Sydney Theatre       | -                                                                       |
| -    | As You Desire                   | -              | -                      | Sydney Theatre       | -                                                                       |

## Premios y nominaciones
| Año  | Categoría                                                                       | Premio       | Serie        | Resultado |
| ---- | ------------------------------------------------------------------------------- | ------------ | ------------ | --------- |
| 2010 | Best Guest or Supporting Actress in a Television Drama (episodio "Not Vanilla") | AFI Award    | Satisfaction | Nominada  |
| 1987 | -                                                                               | Silver Logie | Melba        | Nominada  |